# 阿曼娜·古爾
阿曼娜·古爾（羅馬化：Amena Gul，1993年4月27日—），小名Ice，為泰巴混血的女演員及模特兒。代表作有《孤葉三嬌》、《粉色百合》及《情雨霏霏》等。

## 個人簡歷
Ice於1993年4月27日出生於泰國曼谷，為泰國與巴基斯坦混血兒，父親為巴基斯坦人。
2009年，Ice透過泰國妙齡小姐選美競賽進入演藝圈，她在該競賽中獲得特別獎項"Miss Coca Idol"（มิสโคคาไอดอล），並因此稱號聞名。
2010年，Ice於模特大賽"Miss Motor Show 2010"中榮獲冠軍，並開始她的模特生涯。
2012年，Ice與泰國第3電視台簽約。同年12月，客串出演的首部電視劇《日耀雲簾》首播。
2014年，Ice首度在戲劇《孤葉三嬌》中擔任主演。
2020年8月，Ice與3台的合約到期，決定不再續約，此後以自由藝人的身分活動。

## 影視作品

### 電視劇
| 首播年份 | 戲名                                | 戲名   | 播放平台    | 角色                                       | 備註     |
| 首播年份 | 譯名                                | 原文名 | 播放平台    | 角色                                       | 備註     |
| 2012年   | 《日耀雲簾》                        |        | Ch3Thailand | Eve                                        | 特別出演 |
| 2014年   | 《孤葉三嬌》                        |        | Ch3Thailand | Antra                                      | 主演     |
| 2015年   | 《粉色百合》                        |        | Ch3Thailand | Plub Pleung （Lily）                       | 主演     |
| 2016年   | 《情雨霏霏》                        |        | Ch3Thailand | Saraamen Waronwaten                        | 主演     |
| 2017年   | 《烈焰燃情》                        |        | Ch3Thailand | Khemika Methasit （Khem）                  | 配角     |
| 2018年   | 《熾愛遊戲》                        |        | Ch3Thailand | Pimolkhae （Khae）                         | 配角     |
| 2018年   | 《情猶注定》                        |        | Ch3Thailand | Rasika Karnjonruk / Karakade Ramnarongdate | 主演     |
| 2020年   | 《妻子》                            |        | Channel 8   | Kingchan                                   | 主演     |
| 2020年   | 《親緣》                            |        | Amarin TV   | Saisanom                                   | 主演     |
| 2020年   | 《Club Friday The Series 12: 養母》 |        | GMM25       |                                            | 主演     |
| 2021年   | 《雪山奇緣》                        |        | Ch3Thailand | Ampika                                     | 配角     |
| 2022年   | 《魅力遊戲4: 隱藏尋愛》             |        | AIS PLAY    | Nueng                                      | 主演     |
| 2022年   | 《契約丈夫》                        |        | Amarin TV   | Somika Punnarai （Som）                    | 配角     |

### 電影
| 年份   | 上映日期             | 片名                      | 角色 |
| 2012年 | 2012年3月1日（泰國） | 《極愛青春/最愛青蔥少年》 | Mint |

## 外部連結
- 阿曼娜·古爾的Instagram帳戶（泰文）